# Lil Huddy
 (août 2022).
Pour les articles homonymes, voir Hudson.
Cole Chase Hudson est un chanteur, acteur et influenceur américain sur TikTok. 

## Biographie

### Enfance et formation
Chase Hudson naît le 15 mai 2002 à Oakland, en Californie. Il grandit à Stockton chez ses parents, avec ses deux sœurs, Marlena et Karissa.

### Carrière
Cole Chase Hudson participe au film et opéra-rock Downfalls High de l'ancien rappeur et désormais chanteur pop-rock Machine Gun Kelly, avec l'actrice américaine Sydney Sweeney.
Les magazines Vogue et Harper's Bazaar le qualifient d'E-Boy, car il s'habille et se coiffe tel un fan du courant musical Emo.

### Vie privée
Il fut en couple avec Charli D'Amelio de 2019 à 2021. Cette relation va lui inspirer les chansons America's Sweetheart et All the Things I Hate About You, qu'il produit.

## Discographie

### Singles
- 21st Century Vampire (2021) ;
- The Eulogy Of You And Me (2021) ;
- America's Sweetheart (2021) ;
- Don't Freak Out (2021) ;
- Partycrasher (2021).